# Bugarske državne željeznice
Bugarske državne željeznice, ili skraćeno BDŽ, naziv je za javno prometnu holding tvrtku za upravljanje željezničkom infrastrukturom, te za javni, putnički i teretni prijevoz u Bugarskoj.
BDŽ su član Međunarodne željezničke unije. UIC kod za Bugarsku je 52.

## Struktura
- BDŽ Putnicheski Prevozi d.o.o. - odgovorni za prijevoz putnika. Kompanija je prevezla 31.36 milijuna putnika 2009. godine.
- BDŽ Tovarni Prevozi d.o.o. - teretni prijevoz.
- BDŽ Traktzionen Podvizhen Sustav d.o.o. - održavanje i upravljanje lokomotivama.
- BDŽ-Koncar d.o.o. - suradnja BDŽ EAD i hrvatske tvrtke Končar Elektroindustrije s ciljem popravljanja i modernizacije lokomotiva.

## Željezničke poveznice s drugim zemljama
- Grčka - Kulata, Promachonas, Svilengrad i Orestiada.
- Makedonija - preko Niša u Srbiji ili Thessalonikija u Grčkoj
- Rumunjska - preko Ruse
- Srbija - preko Kalotine
- Turska - preko Svilengrada - Kapikule

## Vanjske poveznice
- Službena stranica BDŽ-a
- Neslužbena karta Bugarskih državnih željeznica
- željeznička infrastruktura u Bugarskoj
- Bugarski forum o lokomotivama  Arhivirana inačica izvorne stranice od 28. siječnja 2013. (Wayback Machine)